# Ekatarina Velika (album)

Ekatarina Velika je drugi album srpske rock grupe Ekatarina Velika. Prije ovog izdanja, bend se nazivao Katarina II i pod tim imenom je objavio istoimeni debi album 1984. godine.  

## Pjesme
(Muzika i aranžman - Ekatarina Velika, tekstovi pjesama - Milan Mladenović, osim tamo gdje je drugačije naznačeno) 
- "Oči boje meda" - 3:36
- "Zaboravi ovaj grad" - 3:03 (tekst: M. Stefanović)
- "Tatoo" - 2:49
- "Hodaj" - 4:06
- "Ruke" - 3:01
- "Modro i zeleno" - 4:00
- "To sam ja" - 3:58 (tekst: EKV)
- "Olovne godine" - 3:47 (tekst: M. Stefanović)
- " I've always loved you" - 5:14

Međutim, na zadnjoj strani omota ploče tekstovi su ispisani drugačijim redoslijedom pa se pretpostavlja da su možda trebali ići tim redoslijedom i na albumu. Tekstovi su ispisani ovim redom:
1. "Hodaj"
2. "Olovne godine"
3. "Modro i zeleno"
4. "To sam ja"
5. "Ruke"
6. "Tatoo"
7. "Zaboravi ovaj grad"
8. "Oči boje meda"
9. " I've always loved you"

- Naslov pjesme "Tatoo" je gramatički nepravilan (ispravno se piše Tattoo) na svim izdanjima albuma.

## Glazbenici

### Članovi grupe
- Milan Mladenović - glas, gitara
- Margita Stefanović - klavijature
- Bojan Pečar - bas-gitara
- Ivan Fece "Firči" - bubnjevi

### Gosti
- Massimo Savić (Dorian Gray) - prateći vokali
- Tomo in der Mühlen (Karlowy Vary) - gitara